# アオイデー
アオイデー（古希: Αοιδή, Aoidē）は、ギリシア神話の女神で、「古きムーサ」とも呼ばれる、三柱のムーサのなかの一柱である。他の女神は、メレテーとムネーメーである。

## ホメーロスとヘーシオドス
ホメーロスにおいては、ムーサは一柱の詩の女神とされている。これが本来の姿であったとされる。他方、ムーサたちの数を9柱とし、その名を列挙したのはヘーシオドスで、『テオゴニアー』において具体的にその名を挙げている。しかし詩人の文学的造形とは別に、古代ギリシアの各地に古くから伝わっていた伝承ではムーサの数はカリスやモイライと同様に3柱とされていた。

### アルクマーンの言葉
紀元前7世紀の古代ギリシアの抒情詩人アルクマーンはムーサたちが三柱で、その父と母は、ヘーシオドスが述べるようにゼウスとムネーモシュネーではなく、ウーラノスとガイアであると述べたと古注に記されている。

## パウサニアースの記録
パウサニアースもまた『ギリシア案内記』で、ムーサたちの父はウーラノスであると記しており、さらに三柱のムーサの名は、アオイデー、ムネーメー、メレテーであるとしている。ここにおいてアオイデーは「古きムーサ」の一人の名であり、その名の意味は「歌」である。